# Jørgen Tandberg
Jørgen Johan Tandberg (3. juni 1816 i Tønsberg – 28. november 1884 i Kristiansand) var en norsk biskop, far til Jens Frølich Tandberg.
Tandberg blev student 1833, cand. theol. 1838 og virkede til 1848 som skolemand i Kristiania, Fredrikshald og Moss. I det følgende decennium var han residerende kapellan i Haus i Nordhordland. 1858 udnævntes han til tredjepræst ved Trefoldighedskirken i Kristiania, blev 1866 residerende kapellan ved Vor Frelsers Kirke og 1872 stiftsprovst og sognepræst ved samme. Efter at han flere gange havde samlet et stort antal stemmer ved bispevalg, blev han 1882 Jørgen Moes eftermand på
Agder bispestol, som han kun beklædte i halvandet års tid.
Tandberg repræsenterede 1857 og 1858 Søndre Bergenhus Amt på Stortinget og stod 1874—79 i suppleantrækken for Kristiania. I den norske kirkes historie indtager Tandberg en hædret plads. Han var medlem af den store kirkekommission af 1859—70 og formand i den 1879 til revision af dissenterloven nedsatte kommission. Han trådte tidlig i forhold til missionsgerningen, og fra 1873 var han den ledende kraft i hjemmearbejdet for Schreudermissionen. Som prædikant var han en af de ypperste i sin samtid. Af hans prædikener foreligger et stort antal særskilt trykte.